# Shikao Ikehara
Shikao Ikehara (池原 止戈夫, Ikehara Shikao, 11 de abril de 1904 — 10 de outubro de 1984) foi um matemático japonês.
Em sua tese de doutorado, orientado por Norbert Wiener, ele desenvolveu uma variante do teorema nauberiano de Wiener, adaptado ao tratamento da função zeta de Riemann, e que é a prova mais simples do teorema do número primo, ou seja, que a quantidade de números primos menores que n se aproxima assintoticamente de {\displaystyle {\frac {n}{\log n}}\,}.